# مایکل پاور کارور
مایکل پاور کارور (انگلیسی: Michael Carver; ۲۴ آوریل ۱۹۱۵ – ۹ دسامبر ۲۰۰۱) فرد نظامی اهل بریتانیا بود. وی همچنین برندهٔ جوایزی همچون صلیب نظامی شده‌است.
لرد کارور یک افسر ارشد ارتش بریتانیا بود. او به عنوان رئیس ستاد کل، رئیس حرفه‌ای ارتش بریتانیا، سپس به عنوان رئیس ستاد دفاع، رئیس حرفه‌ای نیروهای مسلح بریتانیا خدمت کرد. او در طول جنگ جهانی دوم خدمت کرد و مدیریت نیروهای بریتانیایی مستقر در واکنش به قیام مائو مائو در کنیا را سازماندهی کرد و بعداً در دوران حرفه‌ای خود، در مورد واکنش به مراحل اولیه ناآرامی‌ها در ایرلند شمالی به دولت بریتانیا مشاوره داد.